# Winfried Kreutzer
Winfried Kreutzer (* 23. März 1940 in Oberaltstadt bei Trautenau, Reichsgau Sudetenland; † 1. April 2024) war ein deutscher Romanist und Literaturhistoriker.

## Leben
Nach dem Zweiten Weltkrieg floh Kreutzers Familie am 24. September 1945 aus der Tschechoslowakei nach Bayern. Von 1960 bis 1967 studierte er Romanistik, Anglistik und Philosophie an der Universität Erlangen. Nach Staatsexamen (1967), Promotion (1970) und Habilitation (1977) arbeitete er zunächst als wissenschaftlicher Assistent und ab 1980 schließlich als Professor am Institut für Romanische Philologie der Universität Würzburg.
Kreutzers Arbeits- und Forschungsschwerpunkt war Spanische und Portugiesische Literatur des 18. und 19. sowie des 20. Jahrhunderts.
Neben seiner Tätigkeit an der Uni war Kreutzer von 1991 bis 2009 zudem Präsident der Deutsch-Iberischen Gesellschaft in Würzburg, deren Ehrenmitglied er bis zu seinem Tode war. Außerdem war Kreutzer für den sudetendeutschen Trautenauer Heimatkreis tätig, der die Städtepartnerschaft zwischen Trautenau und Würzburg ausbauen will.
An der Uni war er nachweislich bis Ende 2011 aktiv.

## Veröffentlichungen (Auswahl)
- Stile der portugiesischen Lyrik im 20. Jahrhundert (1980)
- Grundzüge der spanischen Literatur des 19. und 20. Jahrhunderts (1982)
- Spanische Literatur des 19. und 20. Jahrhunderts in Grundzügen (1991)
- Geschichte Portugals (2013)